# Махньова Маргарита Григорівна
Маргари́та Григорівна Махньо́ва (до шлюбу Тишке́вич, біл. Маргарыта Рыгораўна Махнева (Цішкевіч)) — білоруська спортсменка-веслувальниця, що спеціалізується на спринті.
На Олімпіаді 2016 у Ріо-де-Жанейро Махньова взяла участь у перегонах байдарок-четвірок на 500 м, у складі білоруської команди, куди окрім неї також входили Надія Попок, Ольга Худенко і Марина Литвинчук (Полторан). Білоруські веслувальниці виграли бронзові медалі.

## Виступи на Олімпіадах
| Олімпіада           | Дисципліна                    | Місце |
| ------------------- | ----------------------------- | ----- |
| Лондон 2012         | байдарка-одиночка, 200 метрів | 22    |
| Лондон 2012         | байдарка-одиночка, 500 метрів | 24    |
| Ріо-де-Жанейро 2016 | байдарка-четвірка, 500 метрів | 3     |
| Токіо 2020          | байдарка-четвірка, 500 метрів | 2     |